# Michel Masson

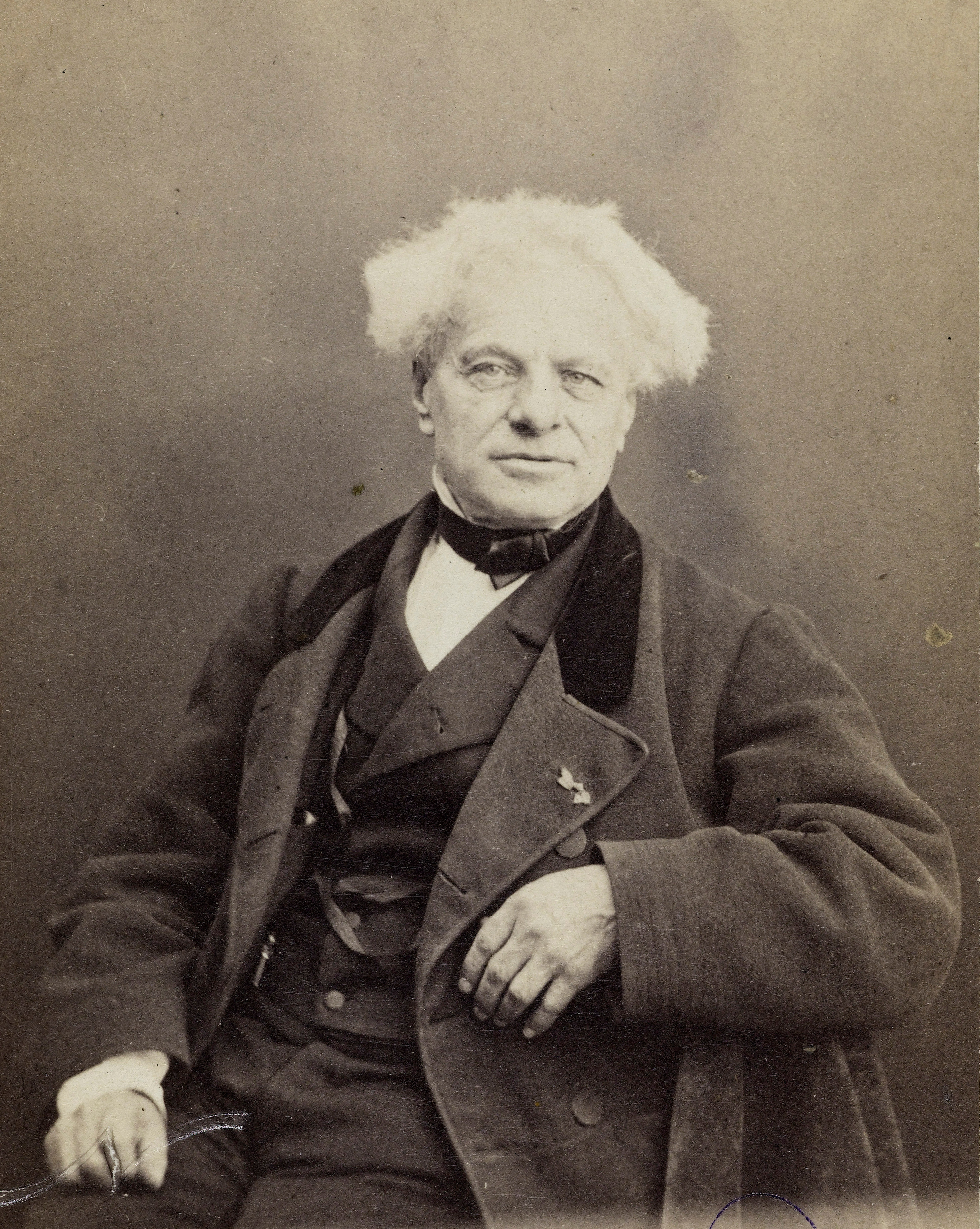
Michel Masson

Auguste Michel Benoît Gaudichot-Masson, genannt Michel Masson (* 31. Juli 1800 in Paris; † 23. April 1883 ebenda) war ein französischer Romancier und Theaterschriftsteller. Gemeinsam mit Raymond Brucker verwendete er auch das Pseudonym Michel Raymond.

## Leben
Auguste Michel Benoît Gaudichot-Masson wurde als Sohn einer Arbeiterfamilie geboren und war in mehreren Berufen tätig, ehe es ihm gelang, als Autor zu leben. Er verfasste einige zu seiner Zeit sehr bekannte Romane, die in illustrierten Werken herausgegeben wurden, beispielsweise Contes de l’atelier (1832), Souvenirs d’un enfant du peuple (1838–1841) und Les Drames de la conscience (1866). Gemeinsam mit namhaften Autoren wie Eugène Scribe und Auguste Anicet-Bourgeois schrieb er Dramen und Vaudevilles.

## Romane, Bühnenstücke und Libretti (Auszug)
- Daniel le lapidaire ou les contes de l’atelier (1829), Roman, mit Raymond Bruckner[1]
- Les Cuisiniers Diplomates (1828), Vaudeville in einem Akt, mit Claude Louis Marie de Rochefort-Luçay
- Le Tir au pistolet (1829), Vaudeville in einem Akt und zwei Tableaux (1829)
- Le Procès du Baiser (1829), Comédie-Vaudeville in zwei Akten
- Frétillon, ou la Bonne Fille (1829), Vaudeville in einem Akt, mit Philippe François Pinel Dumanoir
- Le Garde de Nuit, ou le Bal Masqué (1829), Comédie-Vaudeville in drei Akten
- Les Oubliettes, ou le Retour de Pontoise (1830), Skizze aus dem XIII. Jahrhundert in zwei Akten mit Couplets, gemeinsam mit Jean-François Bayard
- Trois Jours en Une Heure (1830), Tableau mit Couplets, mit Auguste Michel Benoit Gabriel[2]
- Les Deux Mondes (1831), Umzug in zwei Akten mit Couplets, mit Auguste Michel Benoit Gabriel
- Le Grand Prix, ou le Voyage à Frais Communs (1831), Opéra Comique in drei Akten, mit Auguste Michel Benoit Gabriel
- Les Pilules dramatiques, ou le Choléra-Morbus (1831), politisch-kritische Revue in einem Akt mit Adolphe de Ribbing, Claude Louis Marie de Rochefort-Luçay und Théodore Ferdinand Vallou De Villeneuve
- L’Entrevue; ou, les Deux Impératrices (1831), Comédie-Vaudeville in einem Akt, mit Théodore Ferdinand Vallou De Villeneuve
- La Jardinière de l’Orangerie (1831), Comédie-Vaudeville in einem Akt,e mit Théodore Ferdinand Vallou De Villeneuve
- Atar-Gull (1832), Melodram in drei Akten nach einem Roman von Eugène Sue, mit Auguste Anicet Bourgeois und Eugène Sue
- Mon Oncle Thomas (1832), Pièce in fünf Akten und sechs Tableaux, mit Couplets, mit Guillaume Charles Antoine Pigault-Lebrun
- Les Deux Frères (1833), Vaudeville in drei Akten nach einer Komödie von August von Kotzebue, mit Joseph Patrat und Théodore Ferdinand Vallou De Villeneuve
- Le Triolet Bleu (1834), Comédie-Vaudeville in fünf Akten, mit Théodore Ferdinand Vallou De Villeneuve
- Les Enfants Célèbres ou histoire des enfants de tous les siecles (1842)
- Os Orphãos da Ponte de Nossa Senhora (1853), mit Auguste Anicet Bourgeois und Antonio Rego
- Les Enfants Célébres (1861)